# Европско првенство у атлетици на отвореном 1990 — 3.000 метара за жене
Трка на 3.000 метара у женској конкуренцији на Европском првенству у атлетици 1990. у Сплиту одржана је 7. и 29. августа на стадиону Пољуд.
Титулу освојену 1986. у Штутгарту, није бранила Олга Бондаренко из Русије.

## Земље учеснице
Учествовале су 23 такмичарки из 15 земаља. 
1. Данска (1)
2. Ирска (3)
3. Италија (1)
4. Југославија (1)
5. Кипар (1)
6. Мађарска (1)
7. Португалија (3)
8. Румунија (1)
9. Совјетски Савез (2)
10. Уједињено Краљевство (3)
11. Финска (1)
12. Француска (2)
13. Холандија (1)
14. Чехословачка (1)
15. Шпанија (1)

## Рекорди
| Рекорди пре почетка Европског првенства 1990. | Рекорди пре почетка Европског првенства 1990. | Рекорди пре почетка Европског првенства 1990. | Рекорди пре почетка Европског првенства 1990. | Рекорди пре почетка Европског првенства 1990. | Рекорди пре почетка Европског првенства 1990. |
| --------------------------------------------- | --------------------------------------------- | --------------------------------------------- | --------------------------------------------- | --------------------------------------------- | --------------------------------------------- |
| Светски рекорд                                | Татјана Казанкина                             | Русија                                        | 8:22,62                                       | Лењинград, СССР                               | 26. август 1984.                              |
| Европски рекорд                               | Татјана Казанкина                             | Русија                                        | 8:22,62                                       | Лењинград, СССР                               | 26. август 1984.                              |
| Рекорди Европских првенстава                  | Светлана Улмасова                             | Русија                                        | 8:30,28                                       | Атина, Грчка                                  | 9. септембар 1982.                            |
| Најбољи светски резултат сезоне               | Ангела Чамерс                                 | Канада                                        | 8:38,38                                       | Окланд, Нови Зеланд                           | 28. јануар 1990.                              |
| Најбољи европски рекзултат сезоне             | Ивон Мари                                     | Уједињено Краљевство                          | 8:39,46                                       | Окланд, Нови Зеланд                           | 28. јануар 1990.                              |

## Најбољи резултати у 1990. години
Најбрже европске атлетичарке 1990. године на 3.000 метара, пре почетка европског првенства (26. августа 1990) заузимало је следећи пласман, на европској и светској ранг листи (СРЛ).
| 1. | Ивон Мари          | Велика Британија | 8,39,46 | 28. јануар | 2. СРЛ  |
| 2. | Elizabeth Mccolgan | Велика Британија | 8:43,14 | 14. јануар | 3. СРЛ  |
| 3. | Јелена Романова    | Совјетски Савез  | 8:43,89 | 9. јун     | 4. СРЛ  |
| 4. | Надја Дандоло      | Велика Британија | 8:44,47 | 18. јул    | 6. СРЛ  |
| 5. | Виорика Гикан      | Румунија         | 4:46,13 | 15. август | 7. СРЛ  |
| 6. | Равиља Agletdinova | Совјетски Савез  | 4:46,86 | 5. јул     | 8. СРЛ  |
| 3. | Анет Сержан-Пали   | Француска        | 8:47,15 | 15. август | 9. СРЛ  |
| 4. | Џил Хантер         | Велика Британија | 8:51,15 | 15. август | 11. СРЛ |
| 5. | Сандра Гасер       | Швајцарска       | 8:54,13 | 12. јул    | 12. СРЛ |
| 6. | Соња Макџорџ       | Велика Британија | 4:54,75 | 15. август | 13. СРЛ |
|    |                    |                  |         |            |         |
|    | Снежана Пајкић     | СФРЈ             |         |            |         |

Такмичарке чија су имена подебљана учествовале су на ЕП.

## Освајачи медаља
|                                |                                 |                        |
| Ивон Мари Уједињено Краљевство | Јелена Романова Совјетски Савез | Роберта Брунет Италија |

## Резултати

### Квалификације
У квалификацијама такмичарке су биле подељене у две групе. За финале се квалификовало првих седам из обе групе (КВ).
| Пласман | Група | Такмичарка       | Земља                | Време   | Белешке |
| ------- | ----- | ---------------- | -------------------- | ------- | ------- |
| 1.      | 1     | Јелена Романова  | Совјетски Савез      | 8:52,92 | КВ      |
| 2.      | 1     | Љубов Кремљова   | Совјетски Савез      | 8:53,81 | КВ      |
| 3.      | 1     | Роберта Брунет   | Италија              | 8:54.34 | КВ      |
| 4.      | 1.    | Gitte Karlshøj   | Данска               | 8:54.46 | КВ      |
| 5.      | 1     | Соња О'Саливан   | Ирска                | 8:55.12 | КВ      |
| 6.      | 1     | Соња Макџорџ     | Уједињено Краљевство | 8:55,00 | КВ      |
| 7.      | 2     | Ивон Мари        | Уједињено Краљевство | 8:57,25 | КВ      |
| 8.      | 2     | Маргарета Кесег  | Румунија             | 8:57,42 | КВ      |
| 9.      | 2     | Пејви Тиканен    | Финска               | 8:57,84 | КВ      |
| 10.     | 2     | Alison Wyeth     | Уједињено Краљевство | 8:58,31 | КВ      |
| 11.     | 2     | Зита Агоштон     | Мађарска             | 8:58,41 | КВ      |
| 12.     | 2     | Martine Fays     | Француска            | 8:59,95 | КВ      |
| 13.     | 1.    | Мари-Пјер Диро   | Француска            | 8:59,96 | КВ      |
| 14.     | 2     | Roisin Smyth     | Ирска                | 9:01,06 | КВ      |
| 15.     | 2     | Elly van Hulst   | Холандија            | 9:01,73 |         |
| 16.     | 1     | Јана Кучерикова  | Чехословачка         | 9:04,40 |         |
| 17.     | 2     | Естела Естевез   | Шпанија              | 9:05,25 |         |
| 18.     | 2     | Аурора Куња      | Португалија          | 9:06,88 |         |
| 19.     | 1     | Фернанда Рибеиро | Португалија          | 9:11,39 |         |
| 29.     | 2     | Валери Макговерн | Ирска                | 9:14,39 |         |
| 21.     | 1     | Алис Силва       | Португалија          | 9:16,75 |         |
| 22.     | 1     | Andri Avraam     | Кипар                | 9:22,66 |         |
| —       | 1     | Снежана Пајкић   | Југославија          | НЗ      |         |

### Финале
| Пласман | Такмичарка      | Земља                | Време   | Белешке |
| ------- | --------------- | -------------------- | ------- | ------- |
|         | Ивон Мари       | Уједињено Краљевство | 8:43,06 |         |
|         | Јелена Романова | Совјетски Савез      | 8:43,68 |         |
|         | Роберта Брунет  | Италија              | 8:46:19 |         |
| 4.      | Љубов Кремљова  | Совјетски Савез      | 8:46:94 |         |
| 5.      | Маргарета Кесег | Румунија             | 8:48:04 |         |
| 6.      | Пејви Тиканен   | Финска               | 8:50:26 |         |
| 7.      | Зита Агоштон    | Мађарска             | 8:51:07 |         |
| 8.      | Соња Макџорџ    | Уједињено Краљевство | 8:51:33 |         |
| 9.      | Gitte Karlshøj  | Данска               | 8:51:44 |         |
| 10.     | Alison Wyeth    | Уједињено Краљевство | 8:52:26 |         |
| 11.     | Соња О'Саливан  | Ирска                | 8:52:65 |         |
| 12.     | Martine Fays    | Француска            | 8:56:36 |         |
| 13.     | Roisin Smyth    | Ирска                | 9:00:87 |         |
| —       | Мари-Пјер Диро  | Француска            | НЗ      |         |